# Rachaad White
Rachaad White (Kansas City, 12 gennaio 1999) è un giocatore di football americano statunitense che milita nel ruolo di running back per i Tampa Bay Buccaneers della National Football League (NFL).

## Carriera

### Tampa Bay Buccaneers
White fu scelto dai Tampa Bay Buccaneers nel corso del terzo giro (91º assoluto) del Draft NFL 2022. Debuttò nella NFL nel primo turno contro i Dallas Cowboys. Segnò il suo primo touchdown su una corsa da una yard contro i Kansas City Chiefs nella settimana 4. Nel 13º turno contro i New Orleans Saints, ricevette dal quarterback Tom Brady un passaggio da touchdown a 3 secondi dal termine che culminò una rimonta di 13 punti. La sua stagione da rookie si chiuse con 481 yard corse, un touchdown su corsa e due su ricezione disputando tutte le 17 partite, di cui 8 come titolare.
Nel nono turno della stagione 2023 White corse 73 yard e segnò due touchdown contro gli Houston Texans. Nel tredicesimo turno con una corsa da 30 yard nel finale del quarto periodo sigillò la vittoria contro i Carolina Panthers, in una gara che terminò con 84 yard corse e un touchdown. La sua stagione si chiuse disputando tutte le 17 partite come titolare, con 990 yard corse e 6 touchdown.
Nella settimana 14 del 2024, complice l'infortunio di Bucky Irving, White ebbe i massimi stagionali in corse tentate (17) e yard corse (90) nella vittoria sui Las Vegas Raiders.